# (3150) Tosa
(3150) Tosa (1983 CB; 1966 FB; 1968 QE1; 1971 BX1; 1982 DQ2) ist ein ungefähr 33 Kilometer großer Asteroid des äußeren Hauptgürtels, der am 11. Februar 1983 vom japanischen Astronomen Tsutomu Seki am Geisei-Observatorium in Geisei in der Präfektur Kōchi in Japan (IAU-Code 372) entdeckt wurde.

## Benennung
(3150) Tosa wurde nach der ehemaligen Provinz Tosa in Japan benannt, die der heutigen Präfektur Kōchi entspricht, in der der Asteroid entdeckt wurde.